# Sven Bernecker
Sven Bernecker (* 1967) ist ein deutscher Philosoph.
Bernecker studierte an der Ludwig-Maximilians-Universität München Philosophie mit dem Magister-Abschluss 1990, studierte an der University of California, Berkeley, und wurde 1997 an der Stanford University promoviert. 1996 bis 2003 war er Assistent an der Universität München, an der er sich 2002 habilitierte. 2002 wurde er Lecturer am Birkbeck College der Universität London und 2003 bis 2006 war er Lecturer an der University of Manchester. 2006 wurde er Professor an der University of California, Irvine (an der er weiterhin lehrt). 2011 bis 2013 hatte er den Lehrstuhl für theoretische Philosophie an der Universität Wien und 2016 erhielt er eine Humboldt-Professur an der Universität zu Köln. Er befasst sich mit Erkenntnistheorie, Epistemologie, Metaphysik, Philosophie des Geistes, Sprachphilosophie und dem deutschen Idealismus (Kant). Bekannt ist er für seine Beschäftigung mit der Philosophie des Gedächtnisses.
Bernecker war Heisenberg-Stipendiat und erhielt 2011 einen Humboldt-Forschungspreis.

## Schriften (Auswahl)
- Memory: A Philosophical Study, Oxford University Press, 2010
- The Metaphysics of Memory, Dordrecht: Springer, 2008
- Reading Epistemology, Oxford: Blackwell, 2006
- Herausgeber mit Duncan Pritchard: The Routledge Companion to Epistemology, Routledge 2011
- Herausgeber mit Kourken Michaelian: The Routledge Handbook of Philosophy of Memory, Taylor and Francis 2017 (darin von Bernecker Einleitung mit Michaelian und Memory and Truth)